# 莊拿芬·韋比
莊拿芬·菲臘·韋比（英語：Jonathan Philip Webb，1990年1月5日—）是一名英格蘭足球員，司職後衛。

## 球員生涯
韋比在年青時已經效力列斯聯，當時他多以中場身份上陣，不過後來因為韋比要專注學業的關係而離開了球會。當韋比在聖安迪奧和聖約翰費沙聯合中六級就讀時，韋比便被徵召加入英格蘭學生隊。一年後，韋比的才能受到了列斯聯時任領隊加利·麥亞里士打的肯定。不久後，韋比便與列斯聯簽下了一年合約，不過韋比提出如果他沒有在加盟首年成為一個成功的職業足球員的話，他便會前往大學修讀商業。
2008年11月17日，韋比在足總杯對諾咸頓的賽事中以後備身份首次上陣。
2009年2月27日，韋比被外借至紐卡素藍星。5月18日獲延長6個月合約。
2010年1月13日，他被球會所放棄。

## 外部連結
- 足球数据库：莊拿芬·韋比的球员统计数据
- 列斯聯官網：莊拿芬·韋伯簡歷